# 張文照
張文照（？—1855年），山西介休縣人，清朝軍事將領，同武進士出身。
道光十九年（1839年）己亥科武舉人，道光二十一年（1841年）辛丑恩科武進士，以守備用。歷陞固關（井陘關）參將，道光二十八年（1848年）到任。任內恩威並施，得到士卒擁戴。太平軍勢起，張文照於咸豐二年（1852年）十月出師湖北、河南等省，因案革職。後來屢獲勝仗，累加藍翎、副將銜，仍以參將任用。咸豐五年（1855年）七月在湖北德安府沙子崗陣亡。予祭葬世職